# 小瀧万梨子
小瀧 万梨子（こたき まりこ、1987年3月19日 - ）は、日本の女優。
レトル所属。劇団 青年団、ならびに、うさぎストライプの劇団員。
石黒浩監修「オトナロイド」モデル。
母はヴェネツィアングラス、コスチュームジュエリーの研究家 小瀧千佐子。

## 経歴
東洋英和女学院に幼稚園から高等部まで通い、2005年卒業。2007年に桐朋学園芸術短期大学卒業。
学生時代に下北沢の小劇場にてデビュー。
2014年には、マツコロイドなどで知られる石黒浩が監修するアンドロイドロボット「オトナロイド」のモデルになる。
役者としては、世界初であり、いまだに彼女一人である。

## 出演作品

### 映画
- 2012年『おだやかな日常』脚本・監督　内田伸輝
- 2015年『幕が上がる』脚本　喜安浩平　監督　本広克行

### テレビドラマ
- 空白を満たしなさい 最終話（2022年7月30日、NHK） - アナウンサー 役[1]
- らんまん （2022年6月16日、NHK）- 貴婦人役

### 舞台
2010年
劇団 青年団入団
2011年
- 演劇集団　砂地　『リチャードII』　原作・W・シェイクスピア　作・演出　船岩祐太　SPACE雑遊
- 青年団　『ソウル市民 1939 恋愛二重奏』作・演出　平田オリザ　吉祥寺シアター

2012年
- 青年団リンク　ガレキの太鼓　『吐くほどに眠る』作・演出　舘そらみ　こまばアゴラ劇場
- 青年団若手自主企画　玉田企画　『果てまでの旅』作・演出　玉田真也　アトリエ春風舎
- 青年団　『東京ノート』作・演出　平田オリザ　高知県立美術館、東京都美術館

2013年
- 演劇集団 砂地『Disk』　作・演出　船岩祐太　シアタートラム
- 平田オリザ＋石黒浩研究所アンドロイド演劇『さようなら』 (韓国公演　ソウル、テジョン) 作・演出　平田オリザ
- 青☆組　『星の結び目』　作・演出　吉田小夏　吉祥寺シアター
- バンダ・ラ・コンチャン　『御ゑん祭』　構成・演出　近藤芳正　青山円形劇場、水戸芸術劇場

2015年
- RoMT　『十二夜』　作　W・シェイクスピア　オリヴィア役　演出　田野邦彦　アトリエ春風舎
- うさぎストライプ　『いないかもしれない』作・演出　大池容子　こまばアゴラ劇場

2016年
うさぎストライプ 入団
- うさぎストライプ　『みんなしねばいいのに』作・演出　大池容子　アトリエ春風舎、京都 アトリエ劇研
- 2017年
- RoMT　『夏の夜の夢』　作　W・シェイクスピア　ティターニア役　演出　田野邦彦　サンモールスタジオ
- うさぎストライプ　『バージン・ブルース』※志賀廣太郎、中丸新将との3人芝居　作・演出　大池容子　こまばアゴラ劇場 ※大池容子 北海道戯曲賞受賞
- 青年団　『さよならだけが人生か』作・演出　平田オリザ　吉祥寺シアター 他 ５都市ツアー
- 青☆組　『グランパと赤い塔』　作・演出　吉田小夏　吉祥寺シアター
- 2018年
- ガレキの太鼓　『地上10センチ』作・演出　舘そらみ　こまばアゴラ劇場
- こまばアゴラ劇場演出家コンクール 和田ながら演出にて準優勝
- 青年団　『日本文学盛衰史』作・演出　平田オリザ    樋口一葉役　吉祥寺シアター
- 2019年
- うさぎストライプ　『ハイライト』　作・演出　大池容子　こまばアゴラ劇場

など　多数
脚本家で、劇団 ガレキの太鼓 主宰 舘そらみとのWEBラジオ「そらみとまこの寝れたらいいね」は、 youtube にて不定期更新中。